# Колючий
Андре́й Никола́евич Драчёв (род. 25 июля 1968, Москва, СССР), более известный под псевдонимом Колючий — советский и российский танцор брейк-данса, хореограф, спортивный судья в дисциплине «брейкинг». Участник брейк-данс-команд «Магический круг» (1986—1987, 1989—1990), «Хип-хоп» (1988), B.People (1994—н.в.). Один из основателей брейкинга в России. Чемпион СССР по брейк-дансу в стиле «брейкинг» (1989). Номинант премии «Экзерсис» (2019).

## Биография
Андрей Драчёв родился 25 июля 1968 года в Москве. Летом 1985 года увлёкся брейк-дансом после того, как увидел танцующих брейк молодых людей на дискотеке в парке имени Дзержинского возле ВДНХ. Приехав домой, решил повторить несколько движений. Затем познакомился с Дмитрием Чупровым («Тёзка»), с которым стал выступать в паре на дискотеках в школах и ПТУ как дуэт «Спираль». В 1986 году Колючий вместе с Тёзкой стал учиться новым движениям в ДК имени Парижской Коммуны у брейкеров танцевальной студии «Зеркало» под руководством Андрея Скаржинского. Там они познакомились с Дмитрием Паршиным («Мелкий») и Сергеем Лукацким («Банан»). Таким образом Колючий освоил нижний стиль «брейкинг», а своё прозвище получил за свой суровый и непримиримый характер. Летом 1986 года перед фестивалем Papuga '86 (Паланга, Литва) танцоры объединились в брейк-команду «Магический круг», в которую вошли Андрей Драчёв («Колючий»), Дмитрий Чупров («Тёзка»), Михаил Корнев, Дмитрий Паршин («Мелкий») и Сергей Лукацкий («Банан»).
В 1987 году организовал школу танцев на базе Дворца культуры «Меридиан». В августе 1987 года участвовал в баттле с Дмитрием Морозкиным («Крабом») в кафе «Клён», где в итоге проиграл. В конце 1987 года Колючий покинул «Магический круг» и присоединился к команде «Хип-хоп» (Юрий «Юрец» Клопов и Михаил «Мишаня» Бугаков) на базе кинотеатра «Ханой».
В августе 1989 года Колючий возродил команду «Магический круг» перед выступлением на Всесоюзном брейк-данс-фестивале Papuga '89 (Паланга, Литва), где она выступила с номером «Буратино» и заняла первое место в стиле «брейкинг». На следующем фестивале «Колобок '89» в Горьком «Буратино» был признан «лучшим номером всех времён и народов».
С 1986 по 1991 год Колючий участвовал во Всесоюзных брейк-данс-фестивалях Modern Tants '87 (Таллин, Эстония, апрель) (третье место в стиле «брейкинг»), Breiks '87 (Рига, Латвия, август) (второе место в стиле «брейкинг»), Break Dance '88 (Донецк, Украина, 26 декабря 1988 года) (первое место в стиле «брейкинг» в составе «Магический круг»), Papuga '89 (Паланга, Литва, август) (первое место в стиле «брейкинг» в составе «Магический круг»), «Колобок '89» (Горький, ныне — Нижний Новгород, ноябрь) (первое место в стиле «брейкинг» в составе «Магический круг»), 25 ноября 1990 года «Белая собака-90» (Витебск, Белоруссия, ноябрь) (второе место в стиле «брейкинг»).
Весной 1994 года вместе с другими московскими брейкерами основал уличную арбатскую команду B.People (состав: Андрей «Колючий» Драчёв, Михаил «Мишаня» Бугаков, Дмитрий «Краб» Морозкин, Антон «Кентоша» Собко), название которой придумал «Кентоша». Первое масштабное выступление команды состоялось в московском ночном клубе «Пилот» на соревнования би-боев B.Boys Party 9 июня 1994 года.
С 1994 по 1997 год команда B.People выступала в клубах на мероприятиях «Стартинейджер». В 1996 году команда B.People заняла первое место на чемпионате танцоров «Стартинейджер», выступив вместе с рок-группой I.F.K. в Московском дворце молодёжи.
В 1996 году начал преподавать брейк-данс в школе танцев команды B.People на базе Дома культуры имени Ильича. В 1997 году команда открыла ещё одну школу танцев в Дом культуры «Компрессор» и начала проводить там мероприятия «Компросессия».
С 2000 по 2003 год как участник команды B.People являлся одним из организаторов трёх московских открытых фестивалей по брейк-дансу «OPEN», которые прошли 24 декабря 2000 года, 27 января 2002 года и 18 января 2003 года.
С 2006 по 2008 год был организатором брейк-данс-площадок во Всероссийской антинаркотической программе мероприятий «Поезд в будущее» в городах Курган (2006), Иркутск (2006), Хабаровск (2006), Великий Новгород (2007), Волгоград (2007).
В 2009 году вместе с другими советскими брейкерами снялся в видеоклипе на песню «Бит стучит» рэп-группы Bad Balance.
В 2012 году Колючий дал интервью для документального сериала «Хип-хоп в России: от 1-го лица».
17 июля 2015 года Колючий выступил в качестве спикера в открытой дискуссии об уличной моде, зарождении и развитии субкультуры в девяностых перед началом повторного показа фильма «На стиле» в Москве.
В 2017 году вышел документальный фильм «История брейк-данса на Арбате», в который вошло интервью с Колючим 2008 года.
15 апреля 2017 года принял участие в московском брейк-данс-мероприятии Old School Show.
В 2017 году принял участие в съёмках сериала «История брейка в СССР» от сообщества «Три волны брейк-данса».
С 2019 года является спортивным судьёй в новой олимпийской спортивной дисциплине «брейкинг».
Активно участвует в олдскульных и современных брейк-данс-вечеринках.

## Критика
В 1998 году журнал «RAPпресс» упомянул Колючего как «одного из первых танцоров России».
В 2001 году в газете «Московский комсомолец» Колючий был упомянут как «представитель одной из самых первых брейкерских команд B.People».

### Наследие и влияние
В 2004 году Колючий был упомянут как «танцор старой школы» в статье про историю российского брейк-данса от школы брейк-данса «Волнорез».
В 2015 году Гормон из команды Da Boogie Crew в интервью российскому порталу The Flow отметил, что «волну 90-х сделали Da Boogie Crew, Jam Style Crew, B.People и, конечно же, Арбат».
В 2019 году Андрей Колючий был упомянут как «пионер московского брейк-данса», запечатлённый на фотовыставке «Московский олдскул» на ВДНХ.
В 2019 году в ходе опроса 74-х танцоров уличных стилей, проведённого Еленой Матьяновой (Мотя из B.People), Колючий получил 20 голосов и занял второе место в «Народном рейтинге брейкеров СССР 80х. Топ 56 советских низовиков (BREAKING)».
В 2020 году в ходе опроса 428 танцоров уличных стилей, проведённого Еленой Матьяновой (Мотя из B.People), Дмитрий Морозкин получил 3 голоса в «Народном рейтинге танцоров уличный стилей. Топ 159 русскоязычных BBOYS».

## Фильмография
- 2012 — «Хип-хоп в России: от 1-го лица» (док. сериал)
- 2017 — «История брейк-данса на Арбате» (док. фильм)
- 2024 — «История брейка в СССР» (док. сериал)

## Награды
- В апреле 1987 года Колючий занял третье место в стиле «брейкинг» в индивидуальных соревнованиях на Всесоюзном брейк-данс-фестивале Modern Tants '87 (Таллин, Эстония).
- В августе 1987 года Колючий занял второе место в стиле «брейкинг» в индивидуальных соревнованиях на Всесоюзном брейк-данс-фестивале Breiks '87 (Рига, Латвия)[36].
- 26 декабря 1988 года Колючий в составе команды «Магический круг» (Сергей «Банан» Лукацкий, Антон «Крыс» Генералов, Андрей «Колючий» Драчёв) занял первое место в стиле «брейкинг» на донецком межгородском фестивале Break Dance '88[37].
- 14 августа 1989 года команда «Магический круг», в составе которой был Колючий, заняла первое место в номинации «номер в свободном стиле» за номер «Буратино» на Всесоюзном брейк-данс-фестивале Papuga '89 (Паланга, Литва)[38][8].
- 5 ноября 1989 года команда «Магический круг», в составе которой был Колючий, заняла первое место в номинации «номер в свободном стиле» за номер «Буратино» на Всесоюзном фестивале популярных танцев «Колобок '89» (Горький, ныне — Нижний Новгород)[9][1].
- 25 ноября 1990 года Колючий занял второе место в стиле «брейкинг» в индивидуальных соревнованиях на Всесоюзном фестивале популярного эстрадного танца «Белая собака-90» (Витебск, Белоруссия).
- В 1996 году команда B.People заняла первое место на чемпионате танцоров «Стартинейджер», выступив вместе с рок-группой I.F.K. в Московском дворце молодёжи[10].
- 15 декабря 2019 года Андрей Драчёв («Колючий») был представлен в номинации «Легенды спорта» (направление: брейкинг) на ежегодной национальной премии за достижения в танцевальном спорте и акробатическом рок-н-ролле «Экзерсис»[3].